# Laut (đảo)
Laut (nghĩa là "biển") (tiếng Indonesia: Pulau Laut) là một đảo thuộc huyện Kota Baru ở tỉnh Nam Kalimantan của Indonesia. Đảo có diện tích 2.023,76 km² (bao gồm cả các đảo nhỏ ngoài khơi) và dân số theo ước tính chính thức vào giữa năm 2021 là 162.591. Thị trấn Kotabaru ở mũi phía bắc của hòn đảo là thủ phủ hành chính của huyện.
Ngọn núi trên đảo này là Núi Bamega. Trong quá khứ, đảo này từng là một vương quốc, cụ thể là Vương quốc Pulau Laut (Poelau Laoet) hay Vương quốc Sigam.
Đảo Laut là hòn đảo lớn nhất xung quanh đảo Borneo, nằm ở bờ biển phía đông hay chính xác là ở phía đông nam của đảo Borneo. Đối với quy mô của Indonesia, đảo này là một hòn đảo nhỏ vì nó gần như vô hình trên bản đồ Indonesia, về mặt hành chính, đảo có 6 khu Pulau Laut Utara, Pulau Laut Tengah, Pulau Laut Selatan, Pulau Laut Barat, Pulau Laut Timur, Pulau Laut Kepulauan và 74 desa nông thôn và 4 kelurahan đô thị.